# Tramway de Schaffhouse
Le Tramway de Schaffhouse a fonctionné dans cette ville du Canton de Schaffhouse en Suisse entre 1901 et 1966. La dernière ligne en service a été remplacée par un trolleybus. 

## Histoire
Le conseil municipal de la ville de Schaffhouse obtient la concession d'un réseau de deux lignes de tramways, le 22 décembre 1899   et le  21 décembre 1900 , pour l'établissement et l'exploitation d'un tramway électrique allant de Schaffhouse à Neuhausen et de la gare de Schaffhouse au quartier Breite. 
En 1904, le 21 juin, le conseil municipal obtient une nouvelle concession fédérale abrogeant les concessions précédentes pour une extension depuis  Neuhausen Scheidegg vers Rheinhof et une autre depuis le dépôt vers la gare des marchandises de Rheinhof.
En 1911, dans le but d'assurer le transport des marchandises, le 3 avril, une nouvelle extension de la ligne 1 est réalisée au sud entre la gare des marchandises et Ebnat .
En 1912, le 18 juillet, le tramway emprunte une infrastructure créée pour la desserte des usines Georg Fischer dans la vallée de Mulhental. 
À cette date, le réseau de tramway atteindra son extension maximum, soit 8,6 km.

## Les lignes
Le réseau était construit à l'écartement métrique.
- Ligne 1: :Neuhausen -  Ebnat (Waldfriedhof),

- Neuhausen - Gare principale - Dépôt: ouverture le 3 avril 1901,  fermeture le 23 septembre 1966,
- Dépôt - Gare des marchandises (0,2km): ouverture en 1905,  fermeture le 23 septembre 1966,
- Gare des marchandises -  Ebnat (Waldfriedhof) (3,2km): ouverture le 3 avril 1911,  fermeture le 23 septembre 1966,
- Ligne 2: gare (passage inférieur près de l'Aigle) Adler – Birch (2,8km): ouverture le 10 juin 1913, fermeture le 13 avril 1957;
- Ligne 3: Obertor – Schützenhaus (quartier Breite): ouverture le 1er juillet 1901, fermeture le 1er août 1928;

## Matériel roulant
- N° 1 à 9, motrices à 2 essieux, livrées en 1901 par  SIG/MFO
- N° 10 et 11, , motrices à 2 essieux, livrées en 1907 par  SIG/MFO
- N° 12 à 17, motrices à 2 essieux, livrées en 1912 par  SIG/MFO
- N° 17 à 20, motrices à 2 essieux, livrées en 1921 par  SIG/MFO